# Boica (Reketyefalva község)
Boica (románul: Boița) falu Romániában, Erdélyben, Hunyad megye Reketyefalva községében.

## Nevének eredete
Neve a 'bánya' jelentésű román nyelvjárási baie szó kicsinyítő képzős alakjából való. 1733-ban Bots, 1750-ben Boicza alakban írták.

## Fekvése
Hátszegtől 14 kilométerre nyugatra, a Hátszegi-medence északnyugati peremén fekszik.

## Lakossága
- 1785-ben 283 lakosából a görögkatolikus egyház összeírása szerint 170 volt görögkatolikus. Ugyanakkor a megyei biztos 25, az ortodox esperesség hatvan ortodox családfőt írt össze.[1]
- 1910-ben 653 lakosából 644 volt román és nyolc magyar anyanyelvű; 478 görögkatolikus és 167 ortodox vallású.
- 2002-ben 265 román nemzetiségű lakosából 262 volt ortodox vallású.

| 2011 | 245 |
| 2021 | 192 |

## Története
A 18. század elején települt Tustya külterületére, román lakossággal. Területe korábban erdő, majd erdőirtás után Tustya legelője volt. Az 1900-as években határához csatolták Nagycsula és Királybányatoplica egy részét. Az 1910-es években nagyon szegény falu volt, jelentős szilvatermesztéssel. 1956-ban kivált belőle a Királybányatoplica községhez csatolt Moszor. Magát Boicát 1968-ban csatolták át Alsófarkadin községtől Reketyefalvához.
Határában 1950-ben, más adat szerint 1969-ben indult meg a színesfémtartalmú pirit kitermelése. A fémeket 1981-ig Gurabárzán nyerték ki, akkor saját flotálót építettek. A legtöbbet Kiskapusra szállították. Az alkalmazottak száma az 1990-es évek elején háromszáz körül volt. A bányát 2005-ben bezárták.